# Tackey & Tsubasa
Tackey & Tsubasa (jap. タッキー&翼 Takkii & Tsubasa) – duet tworzony przez Hideaki Takizawa (滝沢秀明) (ur. 29 marca w Tokio) i Tsubasa Imai (今井翼) (ur. 17 października 1981 w Fujisawie), należący do Johnny & Associates.
Takizawa, nazywany najczęściej Tackey lub Takki jest najbardziej znany ze swojego talentu aktorskiego i ról w serialach telewizyjnych oraz musicalach, natomiast Tsubasa ze zdolności tanecznych. Wiele z ich singli stało się hitami, m.in. „One Day, One Dream”, jeden z openingów i „Sotsugyou ~Sayonara wa Ashita no Tame ni~”, jedna z piosenek z popularnego anime InuYasha. Dobrym przykładem ich popularności jest fakt, że singel Tackeya & Tsubasy „Venus” z 18 stycznia 2006 roku, zadebiutował na pierwszym miejscu tygodniowej listy „Oriconu”.

## Życiorys

### Wprowadzenie
Tackey i Tsubasa jako duet są zespołem bardzo nowym – debiutowali w 2002 roku. Ich wytwórnią jest Avex Trax, do której należą też np. Do As Infinity, V6, Ayumi Hamasaki, dream i wielu innych artystów. Przed oficjalnym debiutem, obydwaj byli juniorami w Johnny & Associates, znanego ze słynnych idoli których wypromowało. Johnny & Associates zostało założone wiele lat temu przez Johnny Kitagawa. Jest to firma, która przyjmuje młodych chłopców po przesłuchaniu, a potem uczy ich tańca, śpiewu, aktorstwa itp.; chłopcy są nazywani Johnny’s Junior’s. Juniorzy wspierają inne grupy jako backdancerzy, i starają się piąć coraz wyżej w Johnny’s, mając nadzieję pojawić się kiedyś na rynku muzycznym.

### Johnny & Associates
Tackey and Tsubasa przed swoim debiutem byli najpopularniejszymi juniorami w Johnny’s. Zaczynali w 1995 jako backdancerzy dla KinKi Kids (którzy byli wtedy także przed debiutem) i po kilku latach, po tym jak zostali bliskimi przyjaciółmi w 1999 roku, stali się popularnym duetem wśród fanów Johnny’s, którzy czekali na ich oficjalne zaistnienie. Planem Johnny’ego był ich debiut w wieku 20 lat, i w lecie 2001 roku ogłosił, że zadebiutują w 2002 solo – co znaczyło, że będą musieli się rozdzielić. W 1999, Takizawa miał, lub tak tylko wierzyli fani, przyłączyć się do Arashi. Jednak, ku zdziwieniu i rozgoryczeniu fanów, firma wybrała Ōno Satoshi’ego, a nie Tackeya (który był wtedy „złotym chłopcem” Johnny’s), co doprowadziło do plotek, że Takki stracił swoją pozycję w Johnny & Associates.

### Walka o debiut
Wszyscy fani chcieli, by T&T pozostało duetem, choć prawdopodobnie nikt nie chciał tego tak bardzo, jak sami zainteresowani. Tackey walczył o to i prosił fanów żeby pomogli im występować razem. Fani stworzyli całą kampanię, prosząc wszystkich którzy pragnęli wspólnego debiutu Tackeya i Tsubasy, żeby wysyłali listy i pocztówki do Johnny & Associates, prosząc Johnny’ego K. żeby pozwolił im występować razem. Była to długa walka, która trwała cały rok, i ostatecznie 1 sierpnia 2002 Johnny ogłosił, że Tackey i Tsubasa zadebiutują jako duet. I tak 11 września 2002 wydali swój pierwszy album Hatachi (20 lat).

### Po debiucie
Jak na razie, Tackey & Tsubasa wydali 7 singli, 2 albumów i 3 DVD. Są popularni, a ich ostatnie wydania CD znalazły się na pierwszych miejscach japońskich list przebojów. T&T są bardzo bliskimi (najlepszymi) przyjaciółmi; ta część ich relacji jest bardzo dobrze widoczna w ich zachowaniu i wywiadach, i jest bardzo istotną częścią dynamiki między nimi. Każdy z nich ma niesamowity potencjał i zdolności, i w efekcie bardzo dobrze się uzupełniają.

## Dyskografia

### Single
1. To be, To be, Ten made To be
2. Yume Monogatari
3. One Day, One Dream
4. Serenade
5. Kamen / Mirai Koukai
6. Venus
7. Ho! SUMMER
8. X-DAME- / Crazy Rainbow

### CD
1. (debiut) Hatachi (data wydania: 11 września 2002)
2. 2wenty 2wo (data wydania: 28 kwietnia 2004)
3. Two You Four You (data wydania: 15 listopada 2006)

### DVD
1. Tackey and Tsubasa Haru Tamashii
2. Tsubasa Imai 1st tour 23 to 24
3. Hideaki Takizawa 2005 concert ~Arigatō 2005 Toshi Sayōnara

### Hideaki Takizawa
- https://web.archive.org/web/20060805023041/http://takizawa-hideaki.net/
- http://www.takki.us/

### Imai Tsubasa
- http://imai-tsubasa.com/